# Âu Cơ

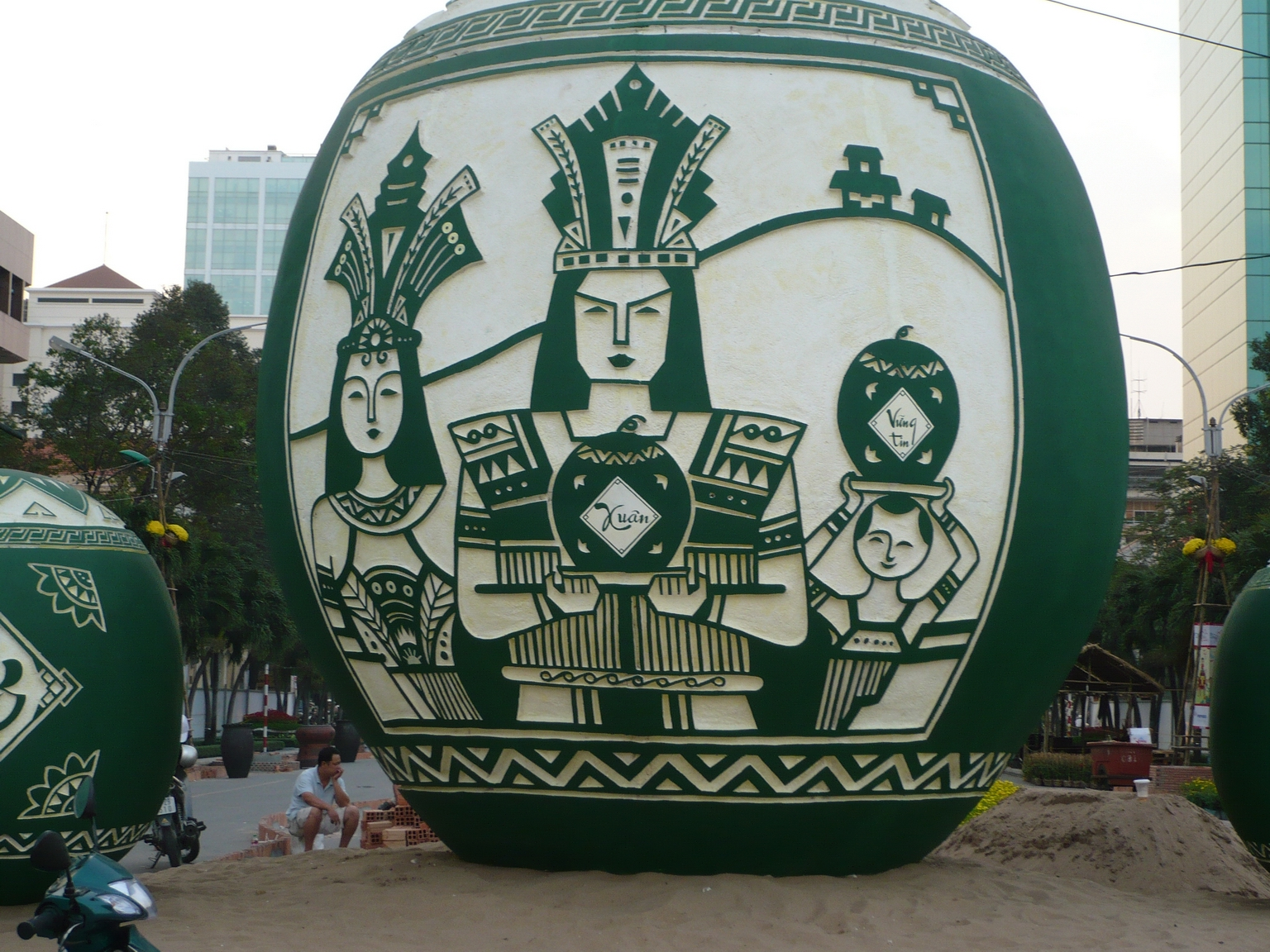
przedstawienie Âu Cơ na obrazie w trakcie festiwalu w 2009 roku

Âu Cơ – postać mitologiczna, matka plemion, z których wywodzą się Wietnamczycy. 
Według najstarszych wierzeń wietnamskich ludzie pochodzą ze związku Ptaka (Feniksa) − symbolizującego życie na lądzie i Smoka − symbolizującego życie w wodzie. W mitologii stworzenia te przybierają postać ludzką, jako Matka Âu Cơ i Ojciec Lạc Long Quân. Ze związku tego urodziło się sto dzieci. Pięćdziesięcioro z nich ojciec zabrał na niziny nadmorskie, a reszta została z matką w górach. Liczba sto wiąże się z nazwą 100 Yue (wiet.: Bách Việt), jaką historycy chińscy określali plemiona zamieszkujące tereny na południe od rzeki Jangcy. 